# Ernest Jones (football américain, 1999)
Pour les articles homonymes, voir Ernest Jones (homonymie).
(en) Statistiques sur pro-football-reference
Ernest C. Jones IV, né le 22 novembre 1999 à Waycross en Géorgie, est un joueur américain de football américain. Il joue comme linebacker pour les Rams de Los Angeles puis les Titans du Tennessee dans la NFL. Avec les Rams, il remporte le Super Bowl LVI lors de sa saison recrue.

## Biographie
Le 27 août 2024, Jones est échangé au Titans du Tennessee. Plus tard dans la saison, il est de nouveau échangé. Il rejoint les Seahawks de Seattle en échange de Jerome Baker et d'un choix de quatrième tour.